# Habitatge al carrer de l'Estació, 31 (Ulldecona)
L'Habitatge al carrer de l'Estació, 31 és un edifici d'Ulldecona (Montsià) inclòs a l'Inventari del Patrimoni Arquitectònic de Catalunya.

## Descripció
Es tracta d'un edifici cantoner amb la façana als carrers Estació, Migdia i la plaça d'Espanya. Consta de planta baixa i dos pisos. A la planta baixa es fa una atermància de portes i finestres amb emmarcament d'arrebossats simulant carreus d'encoixinat. En el primer i segon,a la façana principal, hi ha quatre balcons per nivell de peanya de pedra i barana de ferro; a la llinda de les obertures hi ha un treball d'esgrafiat decoratiu formant espirats. A la part superior de la façana hi ha una cornisa decorada amb un fris dentat i, per sota, un fris esgrafiat amb garlandes vegetals. Corona l'edifici una barana continua.
L'interior manté l'estructura original de principis de segle.